# 马克·戈登
马克·戈登（英語：Mark Gordon，1957年3月14日—）为美国共和党籍政治人物，自2019年1月7日起担任怀俄明州州长。而在此之前他曾被指派为怀俄明州司库，以填补由于前任去世而造成的职缺。

## 早年生活和教育
戈登出生于纽约市，是凯瑟琳（原姓安德鲁斯）和克劳福德·戈登的儿子。戈登的父亲在位于马萨诸塞州林肯的德拉姆林农场长大。他的父母于1945年10月27日在缅因州肯尼邦克的第一教会结婚，随后于1947年定居怀俄明州凯西的牧场。戈登的祖母是慈善家路易丝·艾尔·哈瑟威，他的曾外祖父是实业家及纺织大亨弗雷德里克·艾尔。此人是美国羊毛公司创始人，同时也是马萨诸塞州洛厄尔专利药品大亨詹姆斯·库克·艾尔的弟弟。马克·戈登是社交名流简·戈登的侄子，还是乔治·S·巴顿将军的外曾侄孙以及乔治·巴顿四世将军的表弟。

## 职业生涯

### 2008年国会选举
2008年，戈登竞选怀俄明州单一国会选区的国会众议院席位，但未能成功。该席位的现任者是即将退休的芭芭拉·庫班。戈登的主要对手是辛西婭·拉米斯，此人曾担任怀俄明州司库，也是民主党籍前州众议员阿尔文·维德斯帕恩的妻子。来自科迪的前联邦参议员艾伦·K·辛普森被视为温和派共和党人，他为戈登的候选人资格辩护但没有直接支持戈登，这是因为辛普森与拉米斯的关系也不错。前联邦参议员马尔科姆·瓦洛普和当时担任州司库的约瑟夫·B·迈耶都支持戈登。
在初选中，戈登获得了怀俄明州两家最著名的州报《卡斯珀星论坛报》和《怀俄明论坛鹰报》的支持。尽管戈登在初选中拥有民调优势和财务优势，但他还是输给了卢米斯而未获提名。

### 怀俄明州司库
戈登于2012年至2019年担任怀俄明州司库。2012年11月1日，他被州长马特·米德选中，在怀俄明州最高法院法官威廉·希尔的主持下宣誓就任。随后他于2014年赢得了完整任期。

### 怀俄明州州长

#### 2018年州长选举
戈登拒绝在2016年竞选辛西娅·拉米斯空出的联邦众议院席位（他曾在2008年参选过该席位），而是选择在2018年竞选怀俄明州州长。他在8月21日的共和党初选中获胜，并在11月6日的大选中击败民主党州众议员玛丽·索隆。戈登于2019年1月7日就职。

#### 2022年州长选举
戈登在大选中击败民主党候选人特雷莎·利文斯顿，成功赢得第二任期。

#### 州长任内
在2020年11月新冠病例激增之际，戈登对室内和室外公共集会实施了限制。他没有实施宵禁或临时关停企业，最初也没有实施全州范围的口罩令。戈登和他的妻子詹妮·戈登在同月晚些时候感染了新冠病毒。2020年12月，戈登实施了全州范围的口罩令。2021年2月，他延长该命令至月底。2021年3月8日，他宣布将在3月16日解除口罩令。3月16日，口罩令解除。3月30日，戈登表示没有重新实施口罩令的计划。
2020年11月，戈登提议将怀俄明州预算削减5亿美元，以应对化石燃料行业（特别是煤矿开采）收入下降的情况，该行业对怀俄明州经济至关重要。2021年4月2日，他签署了一项由怀俄明州议会通过的预算案。该预算案将怀俄明州的预算削减了4.3亿美元而非戈登提议的5亿美元，这是因为该州2021年的预算状况预计有所改善，并且得到了拜登总统签署的《美国救援方案法》拨款。戈登签署的预算案减少了对怀俄明大学和怀俄明州卫生部门的资金削减。
根据2021年《纽约时报》的一项调查显示，戈登已成为极右翼保守派的攻击目标，比如戈尔特斯财富继承人苏珊·戈尔。戈尔为针对戈登的秘密特工提供资金。部分原因是戈登对可再生能源和气候变化政策的投资，导致该州共和党内部产生了不信任投票。戈登已将风能作为怀俄明州经济出口的一部分，例如正在开发中的Chokecherry和Sierra Madre风能项目。
截至2022年，戈登经常被民意调查评为美国最受欢迎的州长之一。
2024年3月7日，戈登在怀俄明州禁用Δ8四氢大麻酚。

## 政治立场

### 堕胎
2023年3月18日，戈登签署了SF0109法案，禁止怀俄明州使用堕胎药。

## 个人生活
戈登在米德尔伯里学院遇到了他的第一任妻子莎拉·希尔德雷思·吉尔摩，他们于1981年3月7日在马萨诸塞州格林菲尔德的第二公理会教堂结婚，当时她的父母就住在那里。1993 年，她在一场车祸中丧生。这对夫妇育有两个女儿。
1998年，戈登遇到了现任妻子珍妮·缪尔·杨，两人于2000年结婚。他们共同持有位于怀俄明州约翰逊县布法罗东部的梅林牧场。2009年，他们的牧场荣获怀俄明州牧场管理协会颁发的“牧场管理卓越奖”。
2020年11月25日COVID-19疫情期间，戈登的办公室即将重新开放，但该日他的一名员工的病毒检测结果呈阳性。戈登确诊后，他的办公室暂时关闭并进行深度扫除。

## 选举历史

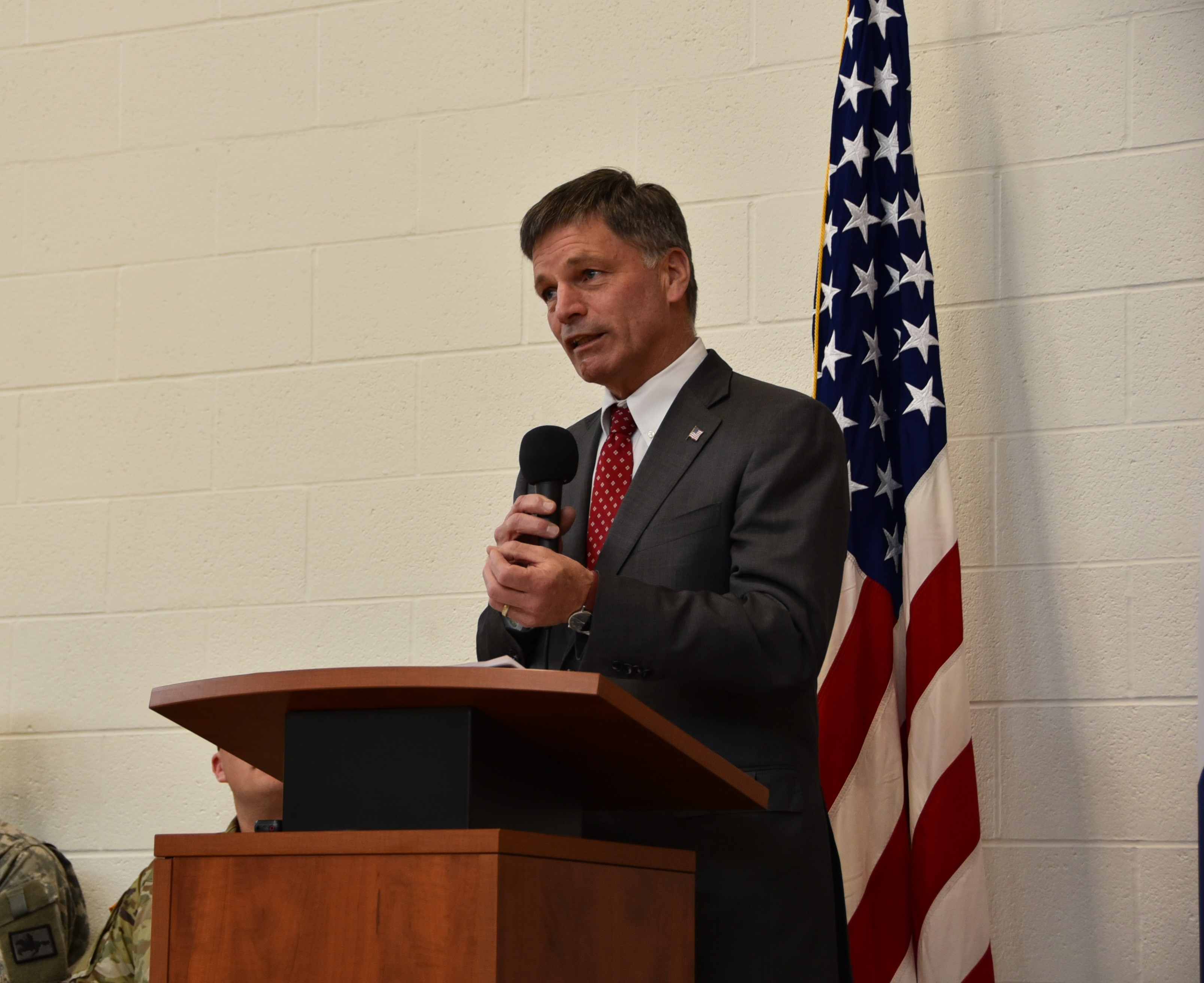
2019年的戈登

| 党派 | 党派   | 候选人        | 得票数 | 百分比 |
| ---- | ------ | ------------- | ------ | ------ |
|      | 共和党 | 辛西娅·拉米斯 | 33,149 | 44.0   |
|      | 共和党 | 马克·戈登     | 26,827 | 35.7   |
|      | 共和党 | 比尔·温尼     | 8,537  | 11.4   |
|      | 共和党 | 迈克尔·霍兰德 | 3,171  | 4.2    |
|      | n/a    | 选举欠票      | 2,838  | 3.8    |
|      | n/a    | 过分投票      | 509    | 0.7    |
|      | 共和党 | 海选票        | 139    | 0.2    |
| 合计 | 合计   | 合计          | 75,170 | 100.0  |

| 党派 | 党派   | 候选人            | 得票数 | 百分比 |
| ---- | ------ | ----------------- | ------ | ------ |
|      | 共和党 | 马克·戈登（现任） | 72,095 | 72.6   |
|      | n/a    | 选举欠票          | 17,060 | 17.2   |
|      | 共和党 | 罗恩·雷多         | 9,945  | 10.0   |
|      | 共和党 | 海选票            | 206    | 0.2    |
|      | n/a    | 过分投票          | 6      | 0.0    |
| 合计 | 合计   | 合计              | 99,312 | 100.0  |

| 党派 | 党派   | 候选人            | 得票数  | 百分比 |
| ---- | ------ | ----------------- | ------- | ------ |
|      | 共和党 | 马克·戈登（现任） | 138,831 | 81.1   |
|      | n/a    | 选举欠票          | 31,044  | 18.1   |
|      | 共和党 | 海选票            | 1,262   | 0.7    |
|      | n/a    | 过分投票          | 16      | 0.0    |
| 合计 | 合计   | 合计              | 171,153 | 100.0  |

| 党派 | 党派   | 候选人          | 得票数  | 百分比 |
| ---- | ------ | --------------- | ------- | ------ |
|      | 共和党 | 马克·戈登       | 38,951  | 33.0   |
|      | 共和党 | 福斯特·弗里斯   | 29,842  | 25.3   |
|      | 共和党 | 哈麗雅特·哈格曼 | 25,052  | 21.2   |
|      | 共和党 | 山姆·加莱奥托斯 | 14,554  | 12.3   |
|      | 共和党 | 泰勒·海恩斯     | 6,511   | 5.5    |
|      | 共和党 | 比尔·达林       | 1,763   | 1.5    |
|      | n/a    | 选举欠票        | 1,269   | 1.1    |
|      | 共和党 | 海选票          | 113     | 0.1    |
|      | n/a    | 过分投票        | 46      | 0.0    |
| 合计 | 合计   | 合计            | 118,101 | 100.0  |

| 党派 | 党派   | 候选人            | 得票数  | 百分比 |
| ---- | ------ | ----------------- | ------- | ------ |
|      | 共和党 | 马克·戈登         | 136,412 | 66.5   |
|      | 民主党 | 玛丽·特罗恩       | 55,965  | 27.3   |
|      | 宪法党 | 雷克斯·拉梅尔     | 6,751   | 3.3    |
|      | 自由党 | 劳伦斯·施特伦普夫 | 3,010   | 1.5    |
|      | n/a    | 选举欠票          | 1,966   | 1.0    |
|      | n/a    | 海选票            | 1,100   | 0.5    |
|      | n/a    | 过分投票          | 71      | 0.0    |
| 合计 | 合计   | 合计              | 205,275 | 100.0  |

| 党派 | 党派   | 候选人             | 得票数  | 百分比 |
| ---- | ------ | ------------------ | ------- | ------ |
|      | 共和党 | 马克·戈登（现任）  | 101,140 | 58.8   |
|      | 共和党 | 布伦特·比恩        | 48,572  | 28.2   |
|      | 共和党 | 雷克斯·拉梅尔      | 9,378   | 5.5    |
|      | n/a    | 选举欠票           | 7,626   | 4.4    |
|      | 共和党 | 詹姆斯·斯科特·奎克 | 4,728   | 2.7    |
|      | 共和党 | 海选票             | 533     | 0.3    |
|      | n/a    | 过分投票           | 70      |        |
| 合计 | 合计   | 合计               | 172,047 | 100.0  |

| 党派 | 党派   | 候选人            | 得票数  | 百分比 |
| ---- | ------ | ----------------- | ------- | ------ |
|      | 共和党 | 马克·戈登（现任） | 143,696 | 72.5   |
|      | 民主党 | 特雷莎·利文斯顿   | 30,686  | 15.5   |
|      | n/a    | 海选票            | 11,461  | 5.8    |
|      | 自由党 | 贾里德·鲍尔兹     | 8,157   | 4.1    |
|      | n/a    | 选举欠票          | 4,107   | 2.1    |
|      | n/a    | 过分投票          | 91      | 0.0    |
| 合计 | 合计   | 合计              | 198,198 | 100.0  |